# تولد جانوران (ارسطو)

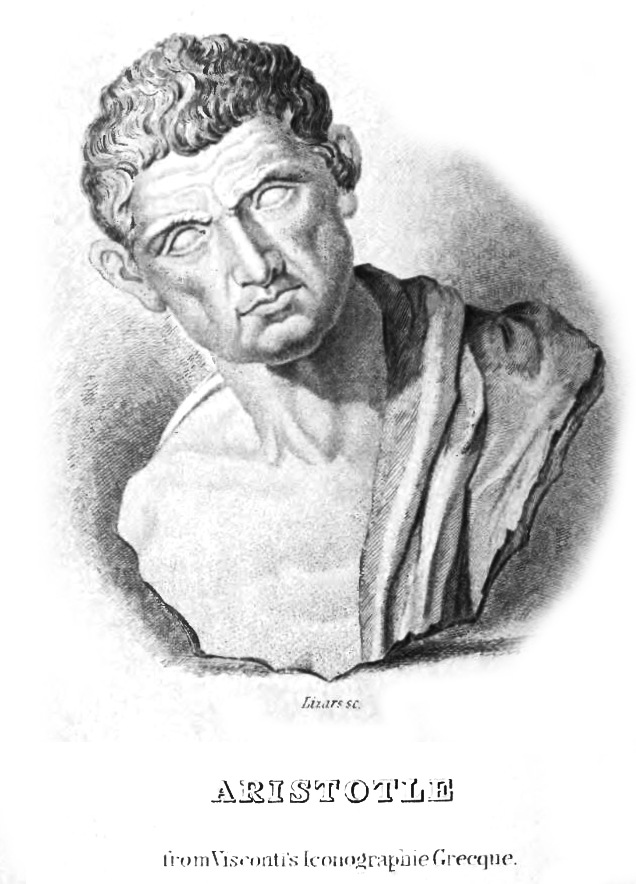
تولد جانوران

تولد جانوران یا اندر باب تولد جانوران (به یونانی Περὶ ζῴων γενέσεως، و به لاتین De Generatione Animalium) متنی نوشته شده توسط ارسطو، فیلسوف یونان باستان است.
پس از دوره‌ای طولانی از فراموشی و از خاطر رفتن این اثر، ترجمهٔ آن به عربی که در مدخل‌های ۱۵ تا ۱۹ کتاب الحیوان باعث شد که نوشته‌های او دوباره به جامعه علمی در جهان معرفی شوند.